# Гица Прасић
Гица Прасић (енгл. Porky Pig) је измишљени цртани лик из Ворнер брадерсове Шашава држина (Looney Toons) и Срећне Мелодије (Merry Melodies) серије цртаних филмова. Он је први лик који је студио створио како би привукао публику. Аниматори (поготово Боб Клампет) су створили доста критички позитивних цртаних филмова са малим дебелим прасетом. Чак и када је постао замењен другим ликовима, Гица је наставио да буде популаран међу публиком и Ворнеровим редитељима који су му додељивали улоге споредних ликова и помоћника. Он је познат по својој реченици на крају већине цртаћа, „Т-т-т-то је све народе!” (Када је Душко Дугоушко требало да заврши цртани филм он би једноставно рекао „И то је крај!").

## Рани филмови
Лик је дизајнирао и први пут представио аниматор Боб Клампет у цртаном филму "Немам капу" (енг. I Haven't Got a Hat) (премијерно пуштен у биоскопе 2. марта 1935), редитељ је био Фриз Фреленг. Гица има само споредну улогу у овом цртаном филму, али мала дебела свиња која муца је брзо постала популарна. Гицино име је Фреленгова идеја коју је добио од два брата која су ишла са њим у школу када је био мали која су имала надимке “Гицко” и “Прасић”.
Пошто су Хју Харман и Рудолф Ајсинг напустили студио 1933. и тако одвели звезду студија Боскоа са њима, Луни Тунс је преживљавао са цртани филмовима у којима је звезда био Бади (Босков клон). Гицино представљање је избацило Бадија и најавило велике промене. Текс Ејвери је запослен у студију 1936. и његов филм Копачи злата '49. је имао пуно ликова из цртаћа „Немам капу“, који су били у другим улогама. Гица је трансформисан из малог стидљивог дечака у дебелог одраслог човека. Иако је и даље имао споредну улогу, Гица је био најсмешнији. Редитељи су схватили да имају нову звезду у рукама.
Џо Доуерти који је позајмљивао глас Гици је заиста имао проблема са муцањем. Доуерти није могао да контролише своје муцање, па је због тога продукцијска потрошња постала превисока па је морао бити замењен. Мел Бланк је добио на аудицији за лик 1937. Бланк је наставио са муцањем, али је било избалансирано за прецизнији комичарски ефекат (као што је немогућност да се изговори лака реч, а компликована се лако изговара). "Гицин лов на патке" је премијерно пуштен 1937. и Бланк је званично постао трајни Гицин глас до његове смрти 1989. У каснијим интервјуима, Бланк је тврдио да је желео да Гицино муцање звучи као грокћање правих свиња. Гици глас тренутно позајмљује Боб Берген.

## Клампетов Гица
Гица је глумио у доста филмова 1930-их. Редитељи нису знали како треба Гица да изгледа па га је свако цртао како је хтео, Боб Клампет је направио коначну Гицину верзију, направивши га: лепшим, паметнијим, мршавијим и мање муцавим. Клампетов Гица је невини путник, који истражује лепоте света и у Клампетовом универзуму свет је заиста чудно место, на пример цртани филм "Гица у Уврнутој земљи", у том цртаћу Гица је послат у потрагу да нађе задње преживеле Додое. Овај цртани филм је изабран за сачување од Националног Филмског Регистра Америке 2000-е.
У његовом коментару 1970-е у документарном филму, Душко Дугоушко, Суперзвезда, Клампет се жалио да његова рана верзија Птичице Твити је морала да буде редизајнирана зато што су продуценти мислили да „изгледа голо“. За то време, како Клампет каже, нико ништа није рекао за чињеницу да „Све ове године, Гица никад није носио панталоне!"

## Гица као помоћник
Гицина слава није дуго трајала. 1937-е, Ејвери је супротставио Гицу са једним црним патком који је убрзо назван Патак Дача и који је постао највећа звезда студија (док га није заменио Душко Дугоушко). Фриз Фреленг је сатирично приказао овај догађај у цртаном филму "Могао би да будеш у филмовима" (енг.”You ought a be in pictures”) (1940).
Гица је увек био и остао омиљени лик Ворнер Бросових редитеља. Његово нормално понашање и стидљивост су га начиниле одличном представом нормалног човека који је за луђе ликове као што је Патак Дача био одлична мета за нервирање. Гица више није био главни лик већ помоћник главном лику који је у већини цртаћа био Патак Дача.

## Касније године
Почетком 60-их Гица је добио своју емисију као и други Луни Тунси на телевизији Шоу Прасића Гице (1964—1967) и Прасић Гица и пријатељи (1971) обе емисије су биле састављене из старих биоскопских цртаћа. Још једна таква колекција био је филм из 1986, Прасић Гица у Холивуду, у анимираној серији из 90-их Тини Тун Авантуре, Гица се појављује као ментор Хамилтон Ј. Прасића. Прасић Гица се такође појављује као „Млади свемирски кадет“ у анимираној телевизијској серији Дача неустрашиви.
У филму Шашава дружина: поново у акцији, Гица се на кратко појављује поред Брзог Гонзалеса, где се они заједно жале за свој наводно политички некоректан статус. На крају филма, Гица покушава да каже свој класични говор, али превише муца, гасе се светла око њега пошто се студијо затвара преко ноћи; па изнервирани гица једноставно каже, „ех, идите кући народе!"